# El Portal (California)
El Portal è un census-designated place (CDP) degli Stati Uniti d'America situato in California, nella contea di Mariposa.